# Beuren (Opfenbach)
Beuren (früher: Beyern; westallgäuerisch: Birə) ist ein Gemeindeteil der Gemeinde Opfenbach im bayerisch-schwäbischen Landkreis Lindau (Bodensee).

## Geographie
Das Dorf liegt circa einen Kilometer westlich des Hauptorts Opfenbach und zählt zur Region Westallgäu. Nordöstlich von Beuren liegt Göritz, südöstlich Ruhlands.

## Ortsname
Der Ortsname stammt vom mittelhochdeutschen Wort bür für Haus ab und bedeutet so viel wie zu den Häusern.

## Geschichte
Eine in den 1890er Jahren zerstörte Viereckschanze deutet auf eine schon frühgeschichtliche Besiedelung in dem Bereich der heutigen Siedlung hin. Später soll sich hier ein Schloss der Welfen befunden haben, auf dem auch Friedrich Barbarossa residiert haben soll. Beuren wurde erstmals im Jahr 1278 urkundlich erwähnt. 1770 fand die Vereinödung in Beuren mit zwölf Teilnehmern statt.

### Kleyenmühle
Die Kleyenmühle wurde erstmals zusammen mit der westlicher gelegenen Hammerschmiede im Jahr 1605 urkundlich erwähnt. Sie war eine Mahlmühle, Säge und Ziegelei. Im Jahr 1910 wurde die Ziegelei aufgegeben, im Jahr 1934 folgte die Einstellung des Mahlbetriebs.